# Палаццо Панчатики (Пистоя)
Палаццо Панчатики, или Палаццо дель Бали (итал. Palazzo Panciatichi, Palazzo del Balì) — палаццо (городской дворец) эпохи Возрождения, расположенный в Пистойе, Тоскана, Италия, на улице Виа Камилло Бенсо Кавур, 35 (на пересечении с улицей Виа Рома). Ещё один дворец под таким же названием — Палаццо Панчатики — расположен во Флоренции.

## История
Дворец примечателен своими жителями и посетителями на протяжении нескольких веков. Ранее, в 1057 году, здание занимал Беллино ди Панчо. В 1187 году из Второго крестового похода в этот дом вернулся Аттанаи и отправился в третий в 1219 году. В 1261 году здесь жил Астанколло, граф Лучано, который стал главой партии гибеллинов в Пистое.
Строительство нового дворца в качестве укреплённой резиденции было начато в 1320 году Винчигеррой д’Астанчолло Панчатики, богатым банкиром партии гибеллинов (позже гвельфом). До этого Винчигерра был изгнан из коммуны Чалдо де Канчельери, и в течение этого времени служил королю Филиппу Красивому в качестве кондотьера (наёмного воина) в Нормандии. Он вернулся в 1313—1314 годах, чтобы сражаться на стороне гибеллинов Угуччоне делла Фаджиолы, и одержал победу в битве при Монтекатини в 1315 году, что позволило ему остаться в Пистое.
Во дворце также жил Джованни Панчатики, который в 1329 году уладил споры между своей семьей и семьей Канчельери. Фракции, возглавляемые последней семьей, сжигали этот дворец несколько раз в течение XV и XVI веков. В 1409 году Коррадо, сын Джованни, позволил разместить в своем дворце папу Александра V, который приехал помолиться перед мощами Святого Атто. Как последующий владелец, Андреа ди Гуальтьери, разрешил в 1478 году Лоренцо Великолепному с семьёй остановиться здесь, пока во Флоренции свирепствовала чума. Семья Гуальтьери, верная Медичи, размещала в доме различных членов и сторонников этого флорентийского рода.
В 1579 году здание приобрела семья Челлези, которая в те годы получила титул «balì» (наставника, начальника) Ордена Святого Стефана. С тех пор жители Пистои стали называть дворец «Палаццо дель Бали» (Palazzo del Balì).
В 1943 году Палаццо Панчатики в результате бомбардировки союзников было значительно повреждено и оставалось заброшенным до реставрации 1965—1967 годов. В настоящее время в нём размещается Совет провинции Пистоя.

## Архитектура
Дворец производит внушительное и суровое впечатление типично средневековой каменной кладкой. Нижний этаж имеет широкие арки, а верхние два этажа — большие прямоугольные окна с переплётами типа «гвельфского креста». Всё здание опоясывает сильно нависающий карниз, а с восточной стороны частично сохранились гвельфские зубчатые стены, которые изначально венчали все стороны дворца.
Внутри находится кортиле (дворик) с садом. Большая каменная лестница ведёт на второй этаж, где находится большой светлый зал с деревянным потолком и лоджия.

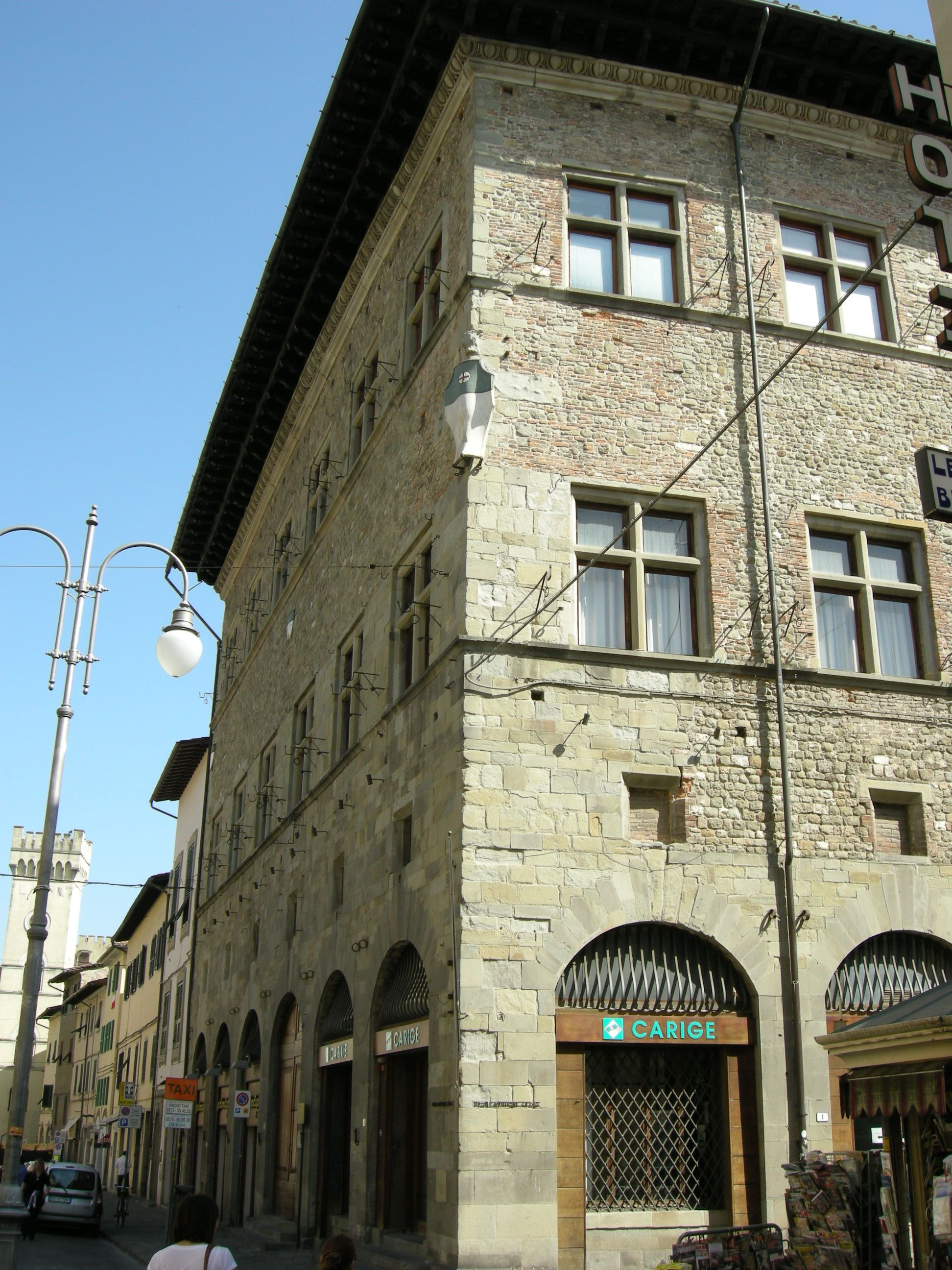
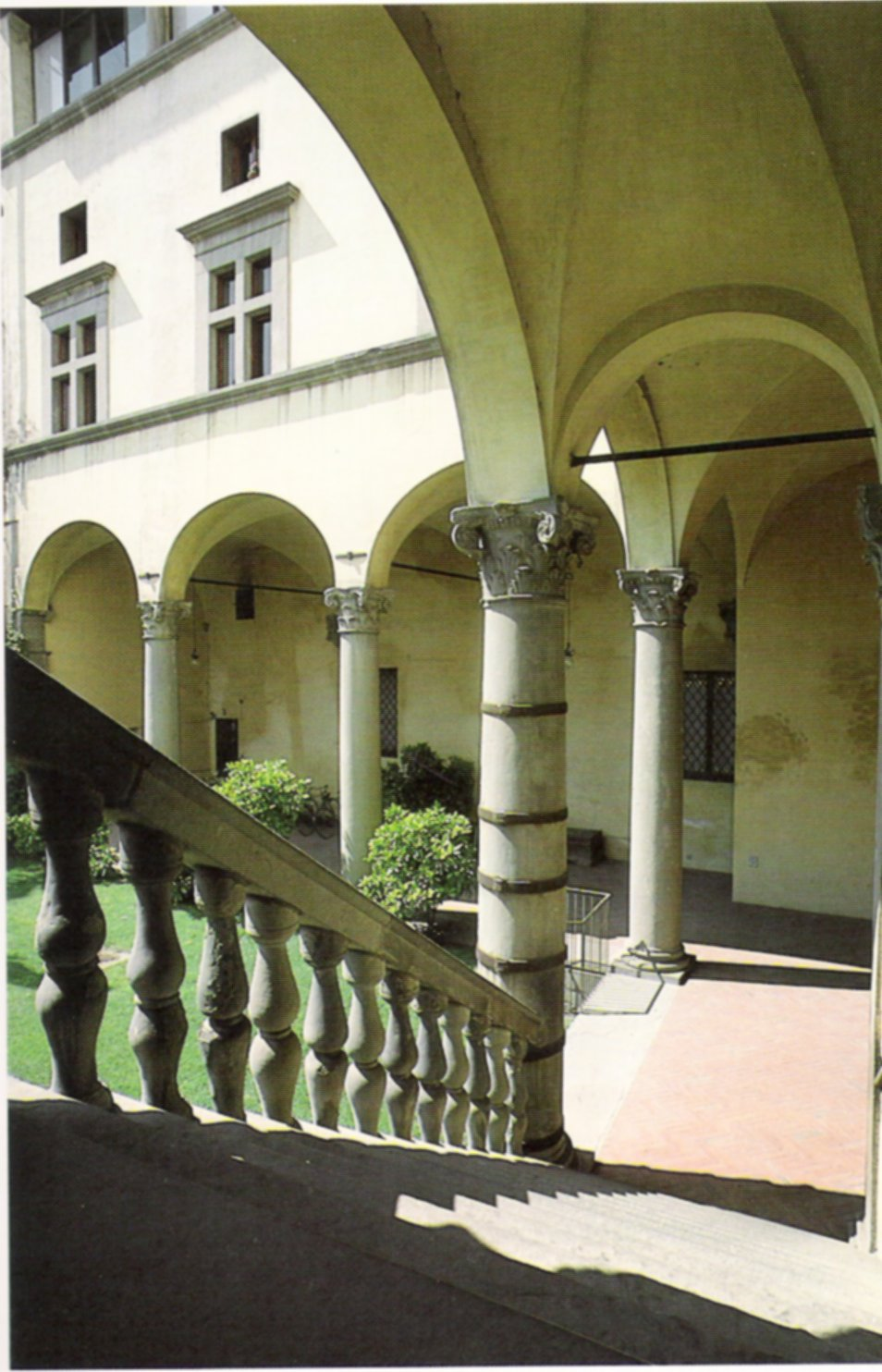
Кортиле (дворик) палаццо
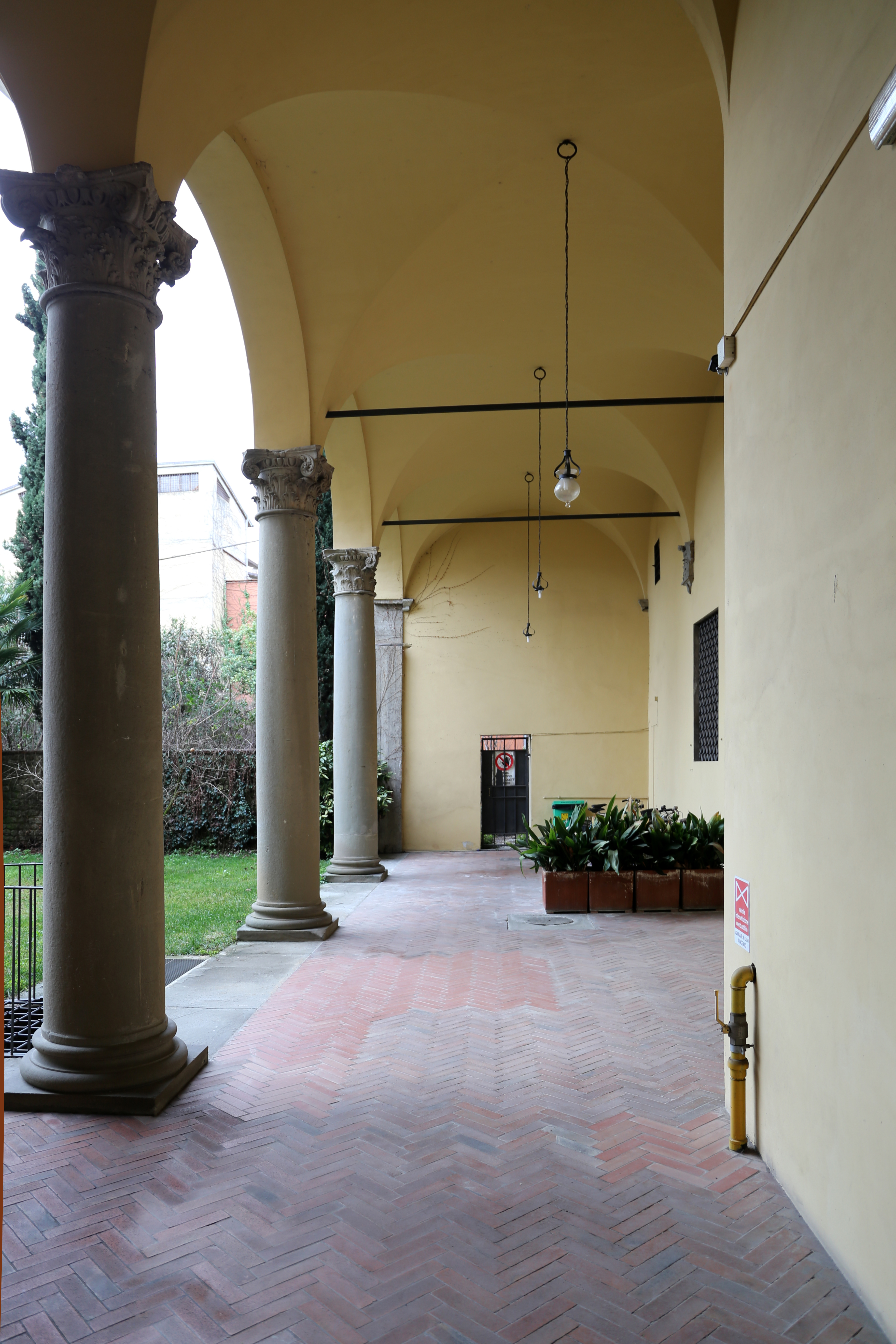
Лоджия двора
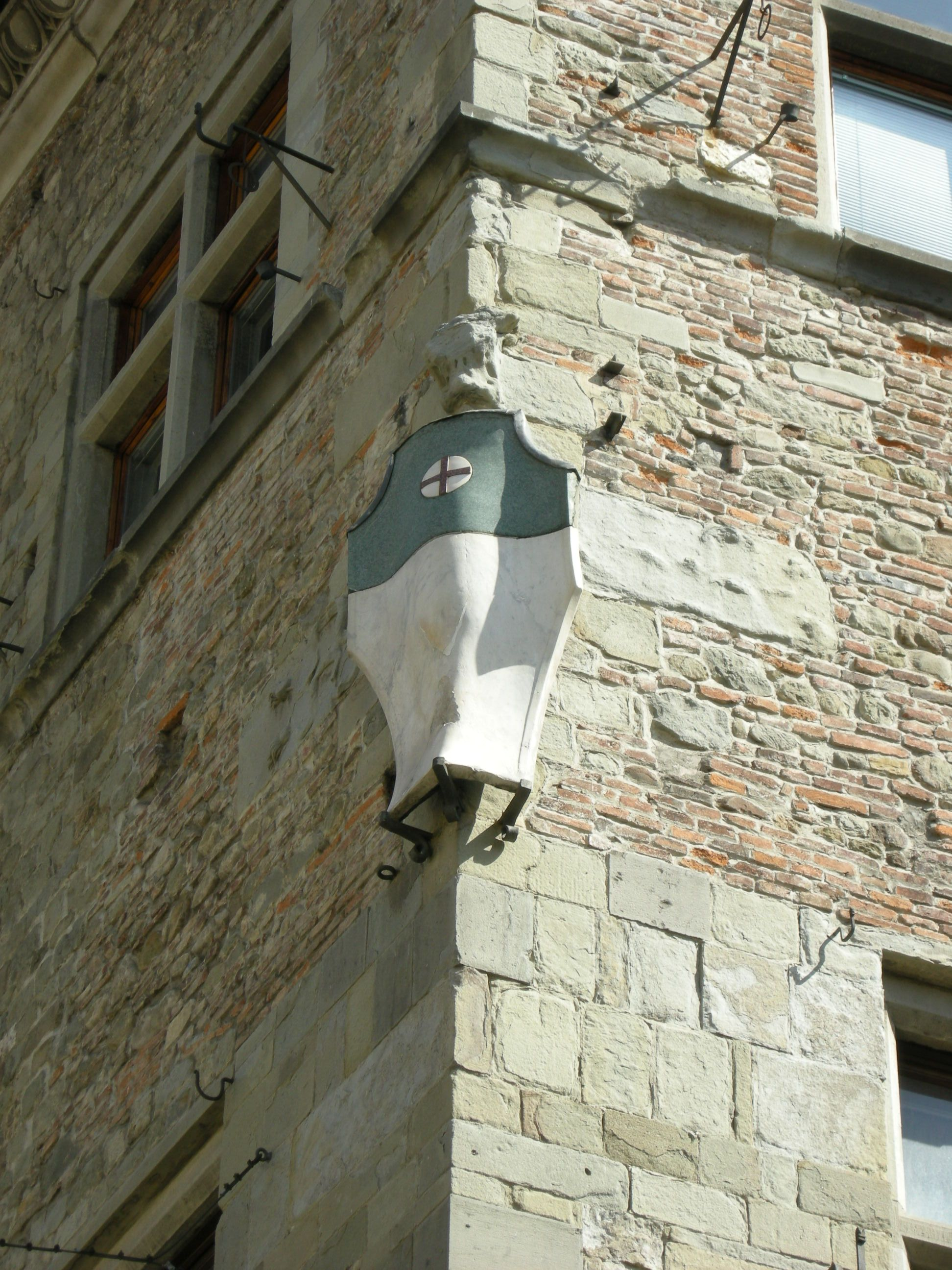
Стемма (герб)